# Южный Богомол
Южный Богомол (англ. Kwong Sai Jook Lum Gee Tong Long Pai, кит. 江西竹林寺南螳螂派) — стиль боевого искусства, связанный с субэтнической народностью Хакка на Юго-Востоке Китая. Несмотря на своё название, этот стиль не имеет ничего общего с направлением Северный Богомол.

## История стиля

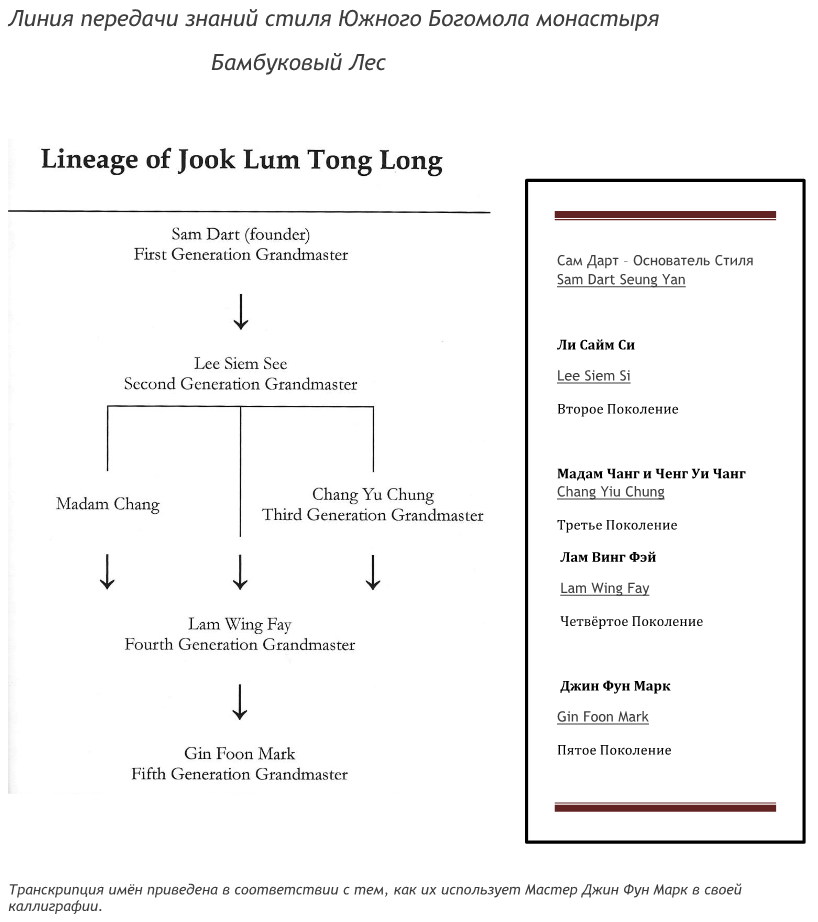
Линия передачи знаний стиля Южного Богомола монастыря Бамбуковый Лес

Происхождение этих боевых систем из географически близких регионов Китая и популярность среди одной народности Хакка, позволяет с достаточной уверенностью предположить единство корней всех четырёх направлений. Подтверждением этому могут служить также сходные методы обучения, наличие аналогичных названий «форм», таких как Sarm Bo Jin (三步箭) и общие принципы применения техники. Однако, несмотря на родословную близость этих ветвей, нет достаточно точного исторического материала, чтобы проследить их первоначальное возникновение и свести к единому общему родоначальнику.
Согласно устной традиции, следы стиля Квонг Сай Джун Лум (江西 竹林) ведут к трём местам: храму Джук Лум Ги — Храм Бамбуковый Лес (Jook Lum Gee, 竹林寺), местности с названием Ву Тай Шань (五台山) в провинции Шаньси (Shanxi) и к горе Лонгу (Longhu 龙虎山) в провинции Цзянси (Jiangsi,江西).
Легендарный монах Сом Дот (Som Dot; 三 达祖 师), создал свою боевую систему в начале 18-го века. По преданию, он наблюдал за поведением отчаянного богомола в драке против превосходящей его по силе змеи. Хладнокровная отвага насекомого и его действия легли в философскую концепцию новой школы. Сом Дот передал искусство ведения ближнего боя Ли Кун Цзин (Lee Кun Ching 李官清), позже известного как Ли Сием Зее (Lee Siem See; 李 禅师); имя, которое можно перевести как «Дзен Мастер Ли». Ли Сием в поездках по Южному Китаю распространял своё искусство среди широких слоев населения. Его ближайший ученик Ченг Уйи Чанг (Cheung Yiu Chung; 张耀宗) из провинции Гуандун, позже вернулся со своим учителем в Kwong Sai для того, чтобы завершить свое обучение в монастыре Jook Lum Gee.
В 1919 году, Ченг вернулись на проживание в Вэй Ян Сянь (Wei Yang County) Дaн-Шуй в провинции Гуандун. В течение зимы 1929 года, Cheung открыл свою первую школу боевых искусств и клинику традиционной китайской медицины в округе Бао-ан (Bao’an), город Пингшан (Pingshan: 坪山). Он продолжал активно содействовать развитию системы Jook Lum. Учениками того периода являются: Вонг Yook-Конг (黄 (公) 毓 光), Lum Wing-Fay (林荣辉; 1910—1992), также известный как Lum Sang (林 生; Lum Sang), можно перевести как г-н Lum) и Lee Wing Sing (Ли Винг Синг;李 肾胜).
Последнюю часть своей жизни Мастер Cheung проводит в Гонконге. Здесь он открывает студию боевых искусств и становится старшим преподавателем в Профсоюзе корабельных и портовых работников клана Хакка.. Практически, классы в Гонконге велись Wong Yook-Конг. Эта школа существует и поныне. Wong Yook-Конг был крупным мужчиной. На тренировках он уделял большое внимание развитию силы и общего физического состояния тела. Только после создания «идеального» тела, его ученики переходили к изучению внутренних аспектов стиля. Одним из его любимых методов обучения была практика с 30 — 60 фунтовыми железными кольцами (14-28 КГ), одетыми на предплечья рук во время выполнения технических форм. В результате, его последователи до сих пор подчёркивают необходимость специального физического развития в своей подготовке. Род Wong Yook Kong продолжился его двумя сыновьями: Wong Yiu Hung (黄耀雄) и Wong Yiu Хва (黄耀华). К другим продвинутым студентам можно отнести Ли Квок Леунг (Lee Kwok Leung; 李国良) и Си Фу Джона Ку (John Koo) из Портленда, штат Орегон (он был одновременно учеником Wong Yook-Конг и Lee Wing Sing).

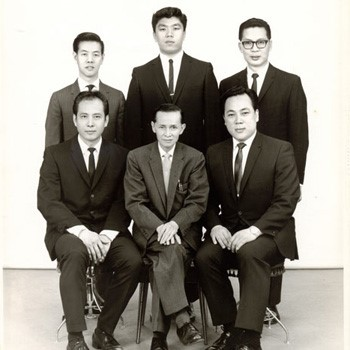
Мастер Лам Винг Фэй (в центре, нижний ряд) и его пять близких учеников. Мастер Джин Фун Марк — нижний ряд, слева.
New York, USA 1969

В 1920-м году одному из самых молодых студентов Cheung в Гонконге по имени Lum Sang, посчастливилось встретиться с Ли Сием Зее (Lee Siem See) во время одной из Ли Сием-Зее поездок в Гонконг. Старый Мастер участвовал в создании нового буддийского храма (Chuk Lam Sim Yuen). В течение следующих семи лет Lum Sang сопровождал учителя в его религиозной миссии. Такое каждодневное общение позволило ему перенять боевое искусство Южного Богомола в полном объёме, проникнуться философско-религиозными аспектами и усвоить прикладные стороны системы. В 1930-х годах, Lum Sang вернулся в Гонконг и открыл свою школу «Kwong Sai Jook Lum Gee Tong Long Pai» в городе Kowloon. По фотографиям и описаниям, Lum Wing Fay (второе официальное имя) был небольшого роста, примерно 5’2 "(159 см) и весил 120 фунтов (55 КГ). Такие природные параметры его тела определили переориентацию приоритетов его школы в сторону развития чувствительности к действию противника, мягкости в исполнении техники и концентрации на безжалостных атакующих действиях, не оставляющих шанса противнику для контратаки. Его последователи придерживаются данной концепции ведения боя на ближней дистанции до сегодняшних дней, что делает её отличительной характерной чертой школы.. В 1942 году Lum Sang эмигрировал в Соединенные Штаты и поселился в китайском квартале Нью-Йорка. По просьбе Ассоциации Haккa он начал обучение молодых людей в китайском квартале. Храм New York Hip Sing Tong на Pell Street (улица Пелл) предоставил ему для этих занятий своё помещение. В конце 1950-х годов Lum Wing Fay открывает классы для широкой публики в помещении Ассоциации Атлетического Клуба Свободных Maсонов, также известный как Chung Ching. К 1963 году его школа Kwong Sai Jook Lum Gee Tong Long Pai набирает силу и становится одной из крупнейших школ Кунг-Фу в США. Несмотря на широкую известность и популярность этой школы, приоритет принятия в неё был отдан молодым людям китайского происхождения. До настоящего времени народность Хакка считает стиль Южного Богомола своим национальным (семейным искусством). В 1969 году Мастер Лам «складывает руки» — уходит из преподавания и переезжает на Тайвань. Lum Sang умер в 1991 году. Его близкие ученики, такие как Harry Sun, Wong Buk Lam, Gin Foon Mark, Henry Poo Yee, и Loui Jack Man утверждают себя как достойные преподаватели стиля.
Прямым наследником стиля в пятом поколении становится Джин Фун Марк (Gin Foon Mark, 14 сентября 1927). Этот факт был зарегистрирован на официальной церемонии в1969-м году на банкете, в присутствии 200 человек. Все манускрипты, алтарь школы, рецепт целительной мази, печати предыдущих Мастеров школы и знания искусства перешли к нему прямо из рук Мастера Lum Sang. Более 50-ти лет Мастер Джин Фу Марк развивал и пропагандировал искусство школы в Соединённых Штатах и по всему Миру. Его благотворительная работа с тяжело больными в госпиталях и образовательная деятельность с молодым поколением, дополняет его статус истинного Мастера Кунг Фу.

## Школы

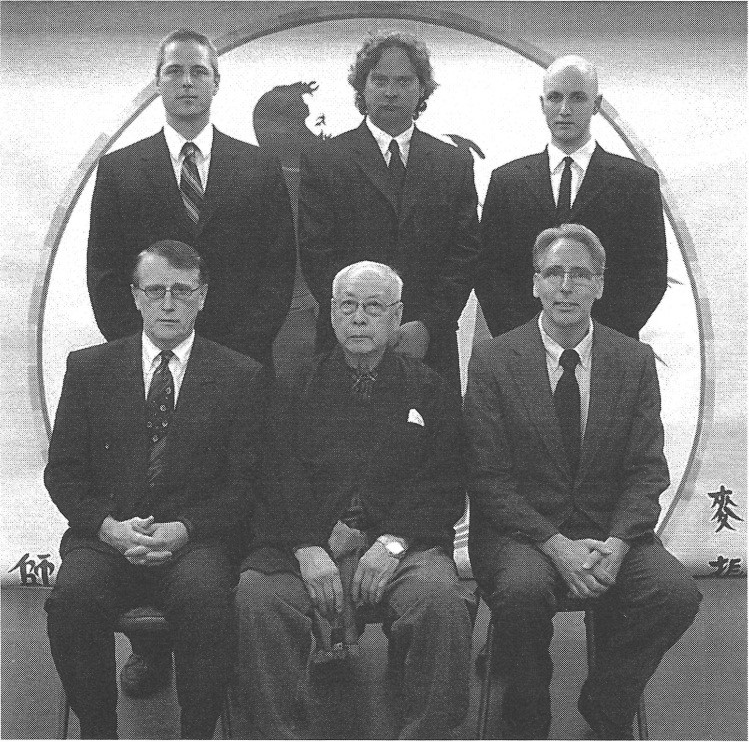
Мастер Джин Фун Марк с учениками. Cлева направо: Кейси Фрайер, Марк Алерт, Андре Балиан, Грег (Крис) Кристенсен, Мастер Джин Фун Марк, Брайан Бэйли
St.Paul, Minnesota 2011

На настоящий момент (2016 год) стиль Kwong Sai Jook Lum Gee Nam Tong Long Pai практикуют и развивают прямые близкие ученики Мастера Джин Фун Марк:
Головная школа (2259 Minnehaha Ave. E., St. Paul, Minnesota, USA)

Инструкторы: Greg (Chris) Christensen, Andre Balian, Bryan Baillie
Brooklyn Park, Minnesota, USA

Инструктор: Mark Ahlert
Wayzata, Minnesota, USA

Инструктор: Casey Fryer
923 Arch Str., Philadelphia PA, USA

Инструктор: Joe McSorley
Roma, Italy

Инструктор: Alessandro Cossu
Россия, Санкт-Петербург, Клуб «Джук Лум»

Инструктор: Игорь Семёнович Мессинг

## Характеристика стиля
Kwong Sai Jook Lum Gee Nam Tong Long Pai — стиль Кунг Фу, сформирован для ведения боя на ближней дистанции. Философия ведения боя данного стиля ставит единственную задачу: скорейшее пресечение боя. В связи с этим, стиль не обладает внешней зрительной привлекательностью, в отличие от многих школ Кунг Фу Шаолиня. Природа данного стиля предполагает конфронтацию в условиях ограниченного пространства.
- Стиль использует принципы внешних и внутренних систем. Отличительным автографом является короткий удар рукой, наносимый с очень близкого расстояния без подготовительных действий. Энергия, генерируемая за короткий промежуток времени и развиваемая на дистанции нескольких сантиметров, направляется глубоко внутрь объекта. Будучи «мягким» стилем, Jook Lum никак не назовёшь таковым по безжалостности и жестокости атакующих спуртов, направленных только на полные пресечения боя, не давая оппоненту даже шанса для контратаки.
- Использование силы противника против него самого — ещё один краеугольный камень системы. Данный принцип помогает слиться с потоком энергии противника, перенаправляя его от себя в сторону источника с дополнительной добавкой собственного энергетического импульса. Классический образец нанесения короткого удара демонстрировал Брюс Ли. Эту технику он заимствовал в период непродолжительных тренировок у Мастера Джин Фун Марк в Нью Йорке, в 1969 году. Также, для своих инновационных методов практики он перенял у Мастера Марк многие другие составные части техники Ю. Б. В своей книге «The Dragon and the Tiger» (Дракон и Тигр) Брюс Ли с большим уважением отзывается о личных качествах и мастерстве Джин Фун Марк.
- Далеко отставленные от себя руки.
- Нанесение концентрированных ударов из любого положения на короткой дистанции, ставит противника в затруднительное положение. От таких атак тяжело защититься традиционными способами. Это похоже на пчёл, попавших к вам под рубашку. Вы не видите их и неспособны ничего сделать, а они жалят и жалят одна за другой.
- Поддержание тактильного контакта (моста) с конечностями противника, позволяющие «слышать» и пресекать намерения противника. Развитие интуитивной чувствительности времени и пространства.
- Универсальная промежуточная стойка.
- Изощрённая техника передвижения на базе коротких шагов.
- 70 % всей работы обеспечивают руки, 30 % работы предоставлено ногам, в основном на нижнем уровне. Отсутствуют удары ногами по верхнему уровню.
- Отсутствие полномерных бросковых действий. В скоростном режиме ближнего боя они заменены скупыми по амплитуде, выведениями и сваливанием.
- Практика базируется на постоянной парной работе со сменой партнёров. Все сценарии работы в паре, также, как и парные формы предполагают, что первая атака инициируется противником. Тактику «первого», упреждающего удара практикуют на более поздних этапах обучения.
- Техника ведения боя на земле отсутствует. Серии молниеносных атак направлены в наиболее уязвимые зоны и точки противника с тем, чтобы ещё стоя на ногах он потерял способность вести бой. Переход в борьбу на земле избегается.
- Движения бойца в данном стиле имеют «сферообразный» характер. Как само тело, так и конечности, за редким исключением, двигаются по замкнутым кривым: овалам, спиралям, кругам, петлям и узлам.
- Бой направлен на скорейшее его пресечение.

Питаясь философскими положениями, и, корнями уходя в Буддистские традиции, действия Южного Богомола сливаются с естественным потоком установленных вещей, не противоречат правилам и законам, установленным в окружающем их мире. Эта невинная фраза может вызвать затруднение в понимании природы стиля. Её перевод в русло привычного восприятия для западного человека звучит следующим образом. Стратегия, тактика и технический арсенал стиля Южного Богомола основаны на классических законах механики тела Ньютона и используют принципы биомеханики человеческого тела.

## Формы (Таоулу)
Solo forms (выполняются без партнёра):
Hooks — Крюки

Elbows — Локти

One Som Bo Gin

Um Hon One

Eighteen Point One — 18 Точек
Парные формы:
Fife Stars — Пять Звёзд

Chi Shue — Липкие Руки

Loose Hands Two — Свободные Руки

Three Steps Arrow Broken Down — Три Прерванных Шага

Um Hon Two

Mui Fa Plum Flower

Eighteen Points Two — 18 Точек

36 Points — 36 Точек

The Master level form is 108 Points — Форма мастерского уровня 108 Точек
Работе с оружием обучают в индивидуальном порядке.